# 奧克薩尼夫卡
48°13′57″N 28°11′30″E / 48.23250°N 28.19167°E
奧克薩尼夫卡（烏克蘭語：Оксанівка），是烏克蘭的村落，位於該國西南部文尼察州，由莫希利夫-波季利斯基區負責管轄，始建於1050年，面積0.95平方公里，海拔高度73米，2001年人口165，人口密度每平方公里173.87人。